# Palatalización
La palatalización es un cambio fonético asimilatorio por el cual un fonema o sonido desplaza su punto de articulación hasta la región palatal o palato-alveolar debido a la cercanía de una vocal (u otro sonido) de articulación palatal.
El término también se usa para indicar el modo de articulación especial como consonante palatalizada que poseen algunas lenguas como posibilidad fonética o fonológica.

## Ejemplos de cambios de palatalización
- La mayoría de las lenguas romances presenta palatalización de los fonemas latinos /k, g/ ante vocal palatal y de las secuencias /diV-,-niV-,-tia,-tio/ (donde V denota cualquier vocal).
- En las lenguas indoeuropeas, una palatalización provocó que la mayoría de las lenguas orientales sufrieran palatalización de /*ky, *gy, *gyh/. Las lenguas que sufrieron dicha palatalización se denominan lenguas satem y las lenguas que no la sufrieron se denominan lenguas centum.
- El moderno griego cretense presenta palatalización de /*k, *x, *γ/ > /č, š, ž/ ante las vocales /e, i/, así:

| Glosa     | Griego clásico | Griego moderno | Griego cretense |
| --------- | -------------- | -------------- | --------------- |
| 'y'       | kai [kaj]      | ke [kε]        | če [tʃ ͡ε]       |
| 'mano'    | kheir [kʰejɾ]  | xeri [xeɾi]    | šeri [ʃeɾi]     |
| 'anciano' | geros [geɾos]  | γeros [ʝeɾos]  | žeros [ʒeɾos]   |
- El japonés medio, de los siglos XII a XVI, palatalizó las siguientes sílabas del antiguo japonés (siglos VIII a XI):

-/*si, *zi / > /ɕi, ʑi/ (shi, ji), /*sya, *syo, *syu; *zya, *zyo, *zyu/ > /ɕa, ɕo, ɕu, ʑa, ʑo, ʑu/ (sha, sho, shu; ja, jo, ju).
-/*ti, *di / > /tɕ͡i, dʑ͡i/ (chi, ji), /*tya, *tyo, *tyu; *dya, *dyo, *dyu/ > /tɕ͡a, tɕ͡o, tɕ͡u; dʑ͡a, dʑ͡o, dʑ͡u/ (cha, cho, chu; ja, jo, ju).
Es decir todos los fonemas coronales /s, z; t, d/ fueron palatalizados ante /i,y/.

## Consonantes palatalizadas
Numerosas lenguas como muchas lenguas eslavas e incluso lenguas no indoeuropeas como el chino estándar poseen consonantes que se articulan como palatalizadas.